# Lakes (Sudan Południowy)
Lakes (d. arab. البحيرات – Al-Buhairat) – stan w centralnej części Sudanu Południowego istniejący do 2015 roku (wówczas podzielony na stany: Gok, Eastern Lakes i Western Lakes) i ponownie od 2020 roku.
Do 2015 w jego skład wchodziło 8 hrabstw:
1. Cueibet
2. Rumbek Północny
3. Rumbek Centralny
4. Rumbek Wschodni
5. Awerial
6. Yirol Wschodni
7. Yirol Zachodni
8. Wulu.